# Psarochilosia djakonovi
Psarochilosia djakonovi är en tvåvingeart som beskrevs av Stackelberg 1952. Psarochilosia djakonovi ingår i släktet Psarochilosia och familjen blomflugor. Inga underarter finns listade i Catalogue of Life.